# نيتو سينغ
نيتو سينغ (بالهندية: नीतू सिंह)‏ هي ممثلة هندية، ولدت في 8 يوليو 1958 بدلهي في الهند. بدأت مشوارها المهني سنة 1966.

## أعمال

### أفلام
- (1975) دیوار
- (1979) اللص الدولي

## وصلات خارجية
- نيتو سينغ على موقع IMDb (الإنجليزية)
- نيتو سينغ على موقع قاعدة بيانات الفيلم (الإنجليزية)